# Thormod Moum
Rolf Thormod Moum (* 9. Juni 1934 in Fredrikstad, Norwegen; † 1. Juni 2015 in Trollhättan, Schweden) war ein norwegischer Eisschnelllauftrainer und -funktionär.

## Karriere
Moum zählte bereits in jungen Jahren zu den besten Eisschnelllauftrainern seines Heimatlandes. In den 1960er Jahren gehörte er zum Trainerstab der norwegischen Nationalmannschaft um Stein Johnson, die mit dem Gewinn der ersten vier Plätze bei der Mehrkampfeuropameisterschaft 1963 für die „norwegische Eisschnelllaufrevolution“ sorgte. 1965 wechselte Moum an das Bundesleistungszentrum in Inzell und trainierte dort die deutsche Nationalmannschaft um Gerhard Zimmermann und Erhard Keller. Letzteren führte Moum 1968 zum Olympiasieg über die 500-m-Distanz, Zimmermann avancierte unter Moum zum besten bundesdeutschen Langstreckenläufer. 1970 kehrte er zurück zum norwegischen Verband. Unter seiner Leitung wurden Per Bjørang und Frode Rønning Sprintweltmeister 1974 bzw. 1981. An der Universität Oslo förderte er als Direktor des dortigen Sportinstituts trainingswissenschaftliche Forschungen. 
Als Mitglied der technischen Kommission der Internationalen Eislaufunion (ISU) war Moum 1985 maßgeblich an der Einführung des Eisschnelllauf-Weltcups und später der Einzelstrecken-Weltmeisterschaften beteiligt. Aus Protest über den Dopingskandal 1988 um den sowjetischen Weltmeister Nikolai Guljajew und den Norweger Stein Olav Krosby verließ er das ISU-Gremium. Seine Tätigkeit als Eisschnelllauffunktionär beendete er 1994 als Verbindungsperson zwischen dem Organisationskomitee der Olympischen Winterspiele von Lillehammer und der ISU. Moum starb wenige Tage vor seinem 81. Geburtstag in seiner schwedischen Wahlheimat.